# Tramway Touristique de l'Aisne

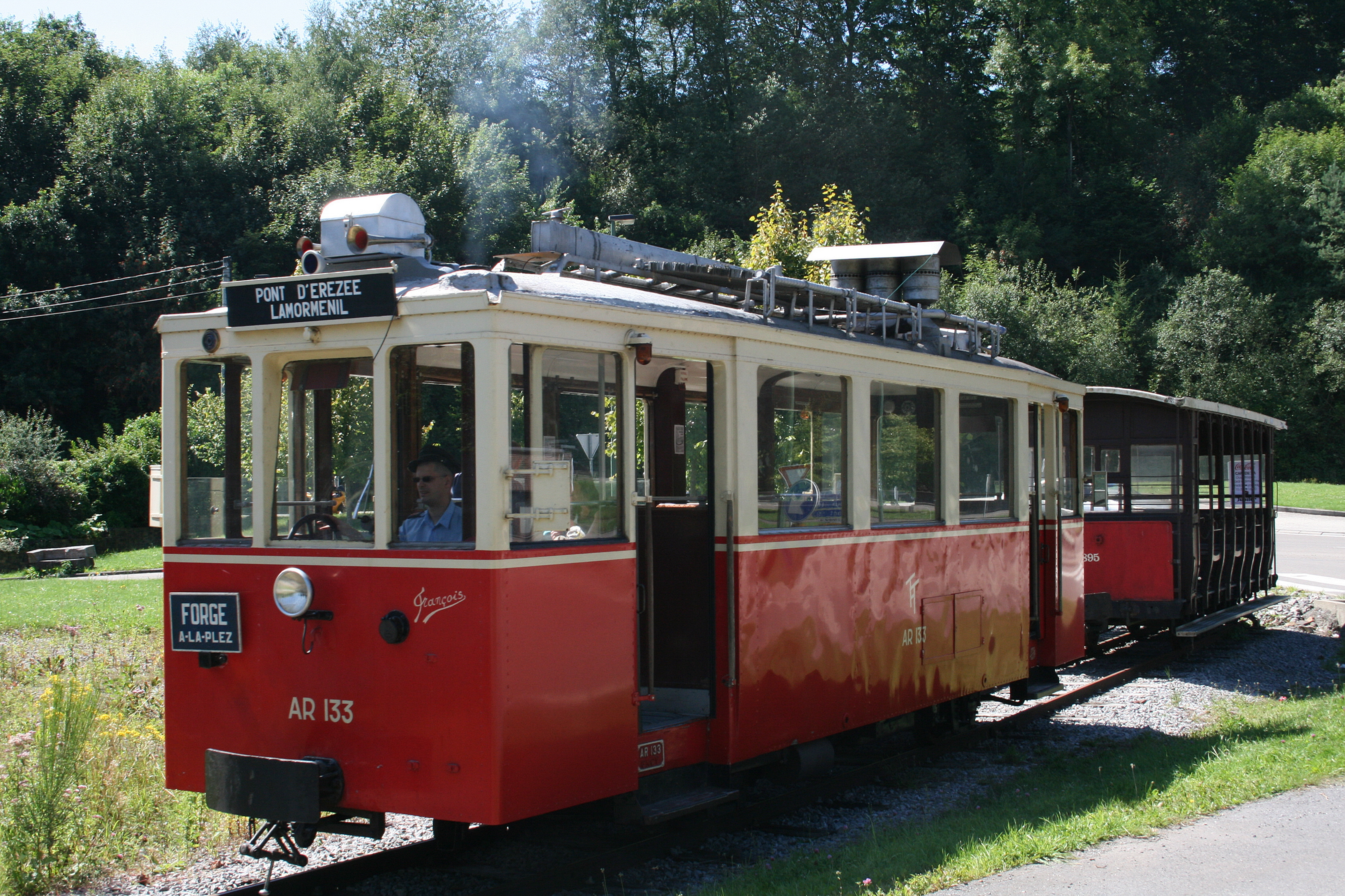
Autorail AR 133 bij de TTA.

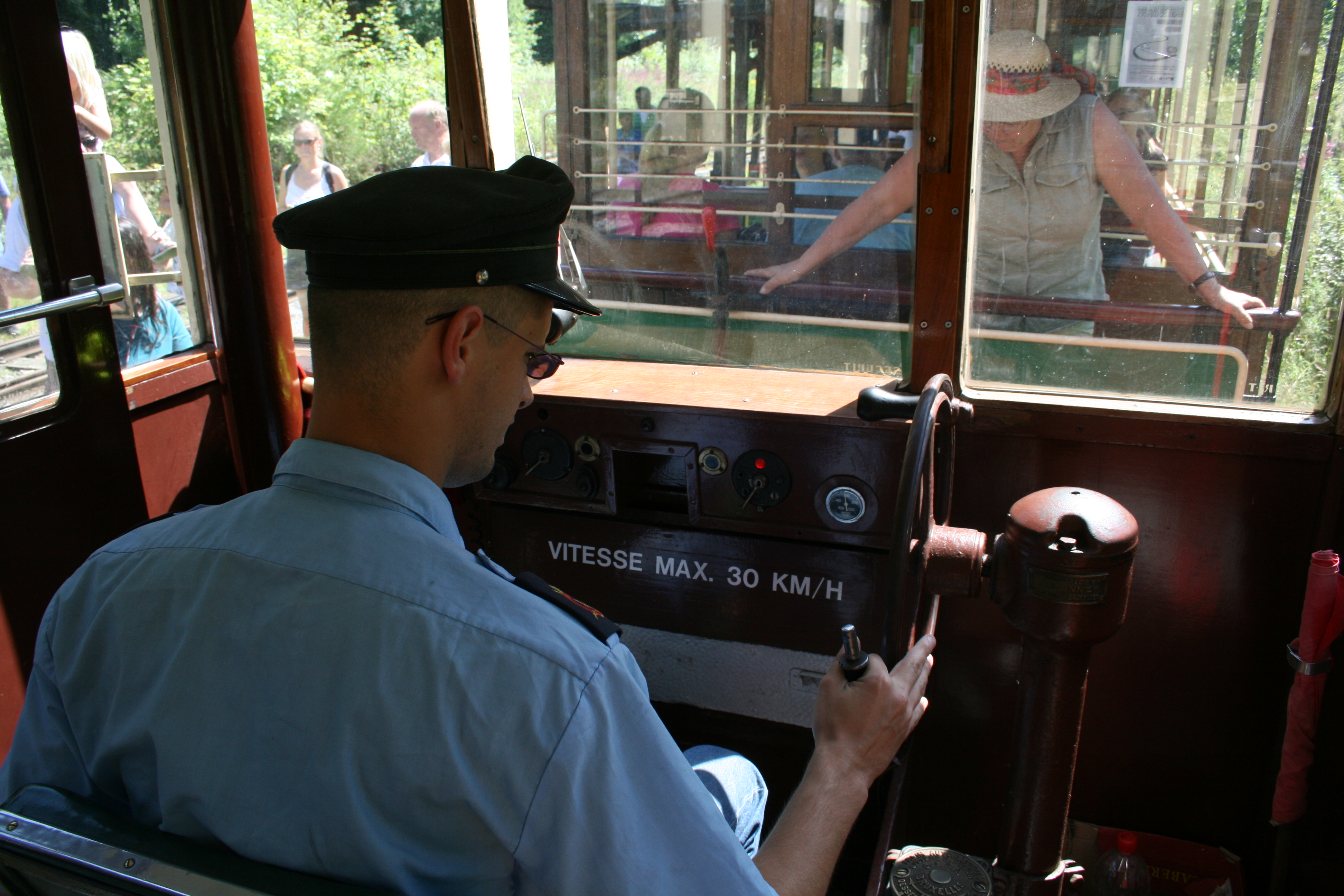
Stuurstand van de Autorail AR 133.

Kaart van de Tramway Touristique de l'Aisne.

De metersporige Tramway Touristique de l'Aisne (TTA) is een van de oudste toeristische tramlijnen in België, die sinds 1966 een deel van een Buurtspoorweg van de SNCV exploiteert, en gelegen is in een natuurgebied in de Belgische provincie Luxemburg, tussen Érezée en Dochamps.

## Het begin
De vereniging zonder winstoogmerk (vzw) Tramway Touristique de l'Aisne (TTA) is opgericht op 18 september 1964 door leden van de Vereniging voor het Trammuseum Association pour le Musée du Tramway (Amutra) die sinds 1961 in de oude stelplaats van Schepdaal het Trammuseum van Schepdaal exploiteert, waar erfgoed van de Nationale Maatschappij van Buurtspoorwegen (NMVB) wordt bewaard. Daarnaast werd gestreefd naar het exploiteren van een toeristische museumtramlijn met historisch materieel van de Buurtspoorwegen. Bij de zoektocht naar een geschikte locatie was een ontmoeting met de burgemeester van Dochamps doorslaggevend, waarna het plan ontstond om de niet meer gebruikte tramlijn Melreux – Manhay – Comblain-la-Tour voor dit doel te bestemmen.
De onderhandelingen met de SNCV resulteerden op 1 april 1965 in een contract waarbij de Buurtspoorwegen het exploitatierecht aan de TTA hebben overgedragen op in het 1908 geopende 11,2 km lange baanvak Pont d'Érezée – Blier – Amonines – Forge-à-la-Plez – Dorchamps – Lamorménil. De kosten van reparatie en onderhoud kwamen ten laste van de TTA.

## Geschiedenis
Hoewel de TTA in 1965 het recht verwierf het lijngedeelte tussen Pont d'Erezée en Lamorménil te exploiteren, was de lijn Melreux – Manhay al sinds 1959 buiten gebruik. De belangrijkste voorzieningen bevonden zich te Melreux en Manhay, terwijl te Pont d'Erezée de watervoorziening was gesloopt, zodat er geen enkele voorziening op dit lijngedeelte aanwezig was om de tramdienst te starten. Bovendien was er al driehonderd meter spoor voorbij Dochamps opgebroken.
Het jaar 1965 begon van herstel van de lijn met het vrijmaken van het spoor van begroeiing en het vervangen van de slechtste dwarsliggers. Twee goederenwagens, een rijtuig en een buitendienst gestelde autorail (AR 133) arriveerden op de lijn en werden in de openlucht opgesteld op de zijsporen te Blier.
In 1966 kon de inmiddels in de NMVB-werkplaats te Kuregem gerepareerde autorail op de lijn gaan rijden. De toeristische dienst startte op 25 juni op het zes kilometer lange baangedeelte tussen Pont d'Erezée en Forge-à-la-Plez. Het spoor naar Dochamps kon dat jaar nog bereden worden maar zonder rangeermogelijkheden aan het eindpunt. Er ontbrak 300 meter opgebroken spoor, waardoor het lijngedeelte Dochamps – Lamorménil geïsoleerd was.
In 1967 werd te Blier een stenen remisegebouw met vier sporen gebouwd en te Pont d'Erezée werd een bescheiden houten ontvangstgebouwtje geplaatst. Er werd meer rollend materieel aangeschaft, waaronder een stoomtramlocomotief van 'La Scarpe', kenmerkend voor de Franse departementale buurtspoorwegen en een stoomtramloc van het buurtspoortype 18 (HL 1076).
In 1968 werd voor het eerst met stoomtractie gereden. In 1970 werd een lichtseinbeveiliging van het buurtspoorwegtype in gebruik genomen tussen Pont d'Erezée en het depot van Blier. In 1971 werd een tweede loc van het type 18 (HL 1075) verworven. In 1973 werd de loc 'La Scarpe' in dienst gesteld.
In 1975 werd voor het eerst een elektrische tram ingezet, deze bestond uit twee motorwagens uit Verviers, met daartussen een goederenwagen met accu's, waaruit de stroom werd betrokken. Dit was de eerste keer dat in de provincie Luxemburg een elektrische tram reed.
In 1976 werd de lichtbeveiliging door onweer vernield. In 1978 verwierf de TTA het koninklijk rijtuig van de Ardennen (A 165) en restaureerde het.
In 1985 werd, ter gelegenheid van het eeuwfeest van de SNCV, de tweede stoomloc van het type 18 (HL 1075) in dienst genomen. In 1989 moesten de stoomloc's buiten dienst gesteld worden als gevolg van veroudering van de stoomketels.
In 1992 kon het baanvak Forge-à-la-Plez – Dochamps hersteld worden en in 1994 werden de 300 meter ontbrekend spoor bij Dochamps herlegd. De lijn is nu te berijden tot aan de brug over het riviertje de Lue.
In 2005 is een modern stationsgebouw te Pont d'Erezée in gebruik genomen. Het omvat een ontvangstruimte, een kantoor voor het lokale toerisme, een cafetaria en toiletten, alsmede op de eerste etage een grote ruimte voor een tentoonstelling.
In 2006 is een wisselplaats aangelegd te Dochamps, die het nu ook mogelijk maakt een dienst met bijwagens uit te voeren tussen Forge-à-la-Plez en Dochamps. De lengte van de berijdbare lijn is nu 9,4 km, plus een baangedeelte van 1,8 km richting Lamorménil.
In de dienstregeling van 2009 waren er alleen ritten tussen Pont d'Erezée en Forge-à-la-Plez.

## Heden en toekomst
De lijn wordt tegenwoordig met passagiers bereden over een lengte van 6 km, tussen Pont-d'Érezée en Forge-à-la-Plez. Trams voor werkzaamheden rijden tot aan Dochamps. Enkele jaren terug werd met Europese steun een extra stuk in dienst genomen waardoor de trein nu stopt in Lamormenil.